# Kikuko Tsumura
Kikuko Tsumura (津村記久子) est une romancière japonaise née le 23 janvier 1978, qui a obtenu le prestigieux prix Akutagawa en janvier 2009 pour son roman Potosuraimu no fune (ポトスライムの舟). La traduction littérale serait en français : Le bateau de la liane du diable. (Pothos lime = Epipremnum aureus ou Scindapsus aureus : plante d'intérieur appelée aussi liane du diable).
Née dans l'arrondissement Nishinari-ku d'Osaka, issue d’une famille modeste et elle-même salariée précaire, Kikuko Tsumura s'est inspirée de sa propre expérience pour écrire son roman et brosser le portrait d'une japonaise ordinaire de 29 ans étouffée par le quotidien difficile et atone qui est le sien au travail et chez sa mère avec qui elle vit assez pauvrement. L'héroïne rêve de liberté et d'ailleurs à partir d'une publicité pour un navire de croisière autour du monde en cultivant un lierre d'intérieur, le pothos lime robuste et peu exigeant, que l'auteur présente comme une métaphore de la femme japonaise.
Le roman peint aussi plus largement une catégorie du prolétariat du Japon en crise d'aujourd'hui : les jeunes femmes qui occupent des emplois précaires subalternes et survivent en attendant le mariage comme l'héroïne Nagasé ouvrière intérimaire dans une usine de cosmétique à Nara, près de Kyoto et qui occupe en même temps d'autres petits emplois complémentaires.
Elle reçoit le prix Osamu-Dazai en 2005.
Kikuko Tsumura a publié en 2008 un autre roman : Konrei, sōrei, sonota .

## Sources et liens externes
- Notices d'autorité :   - VIAF
  - ISNI
  - IdRef
  - LCCN
  - GND
  - Japon
  - CiNii
  - Israël
  - Tchéquie
  - Corée du Sud
  - WorldCat